# Синагога (Бар)
Велика синагога у м. Бар, у Вінницькій області в центрі України, побудована у 1717 році.
На початку XX століття більше половини жителів були єврейської віри.
Під час другої світової війни синагогу було зруйновано.

## Галерея

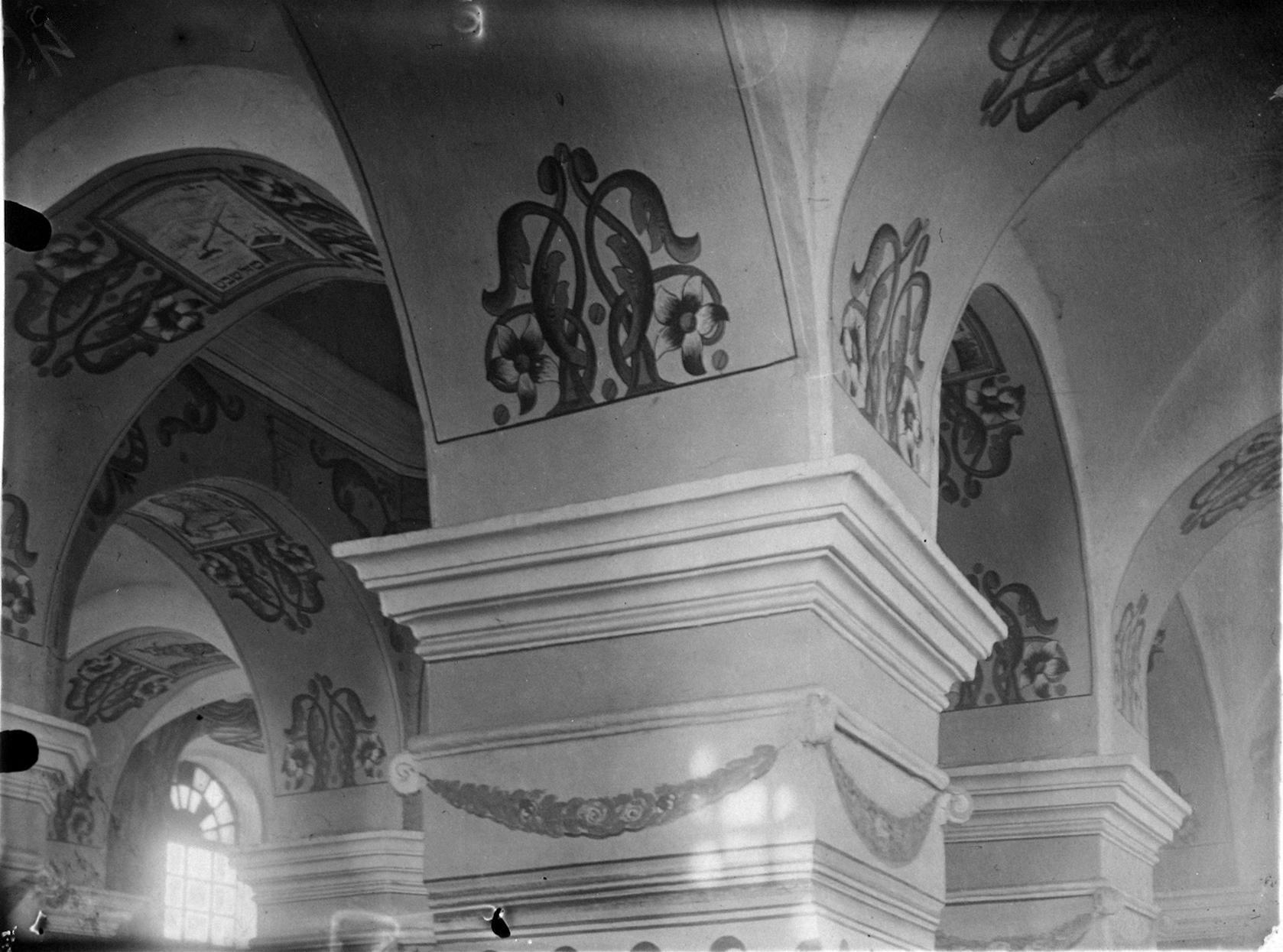
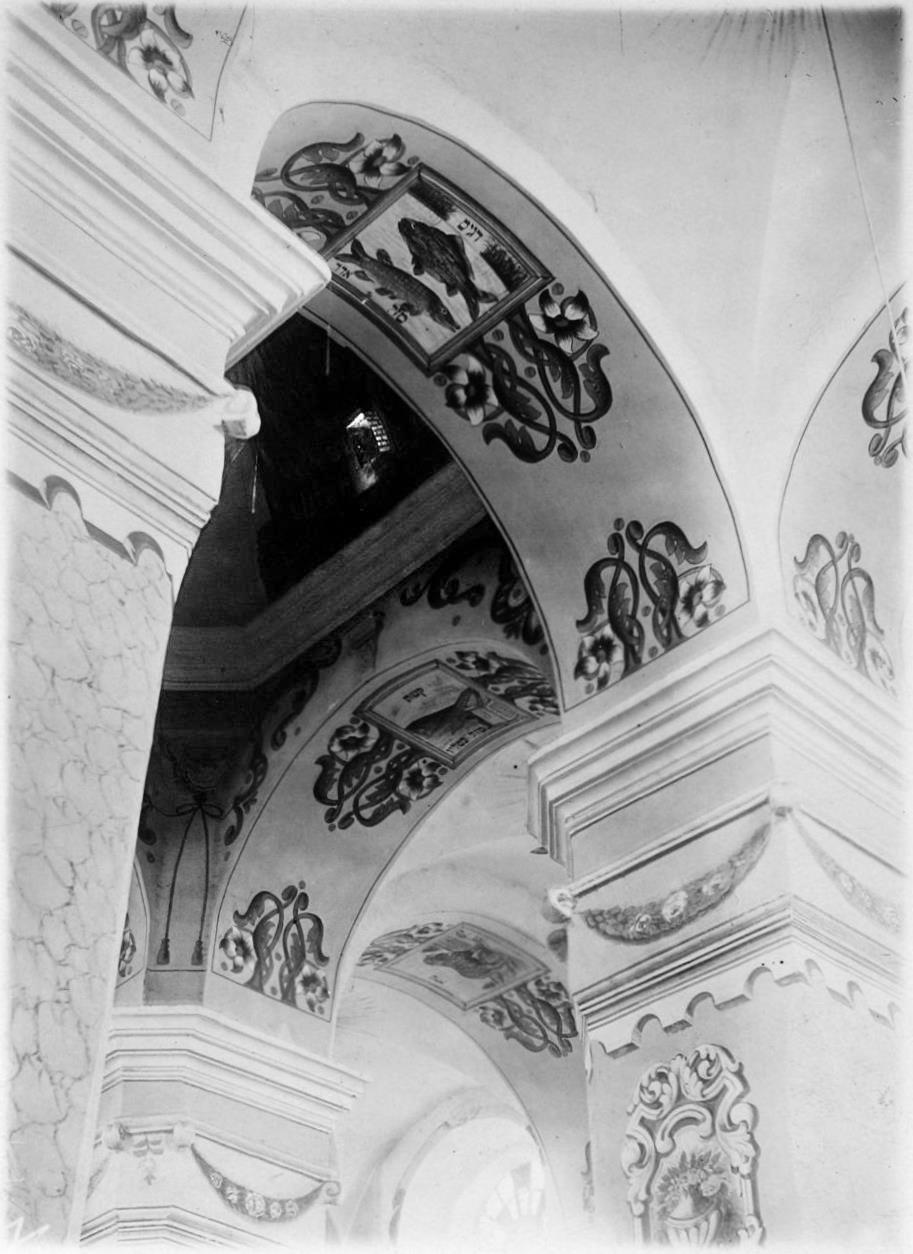
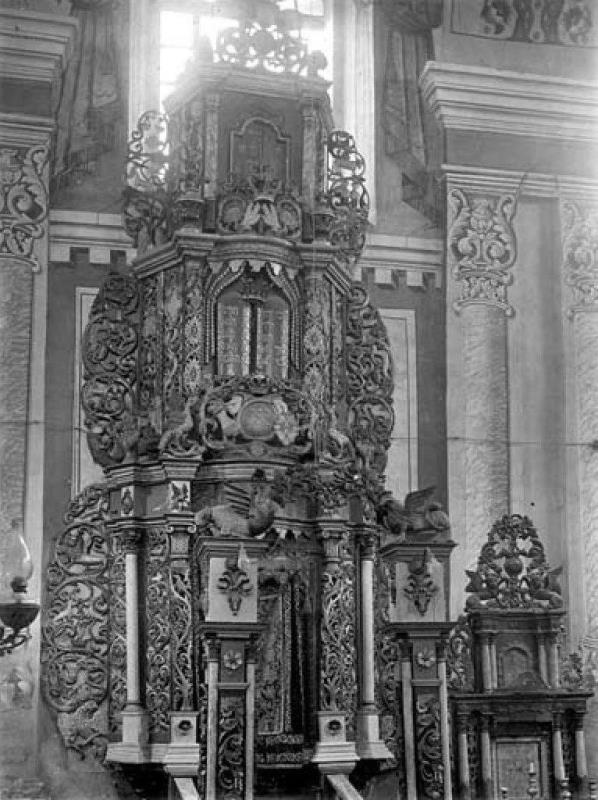
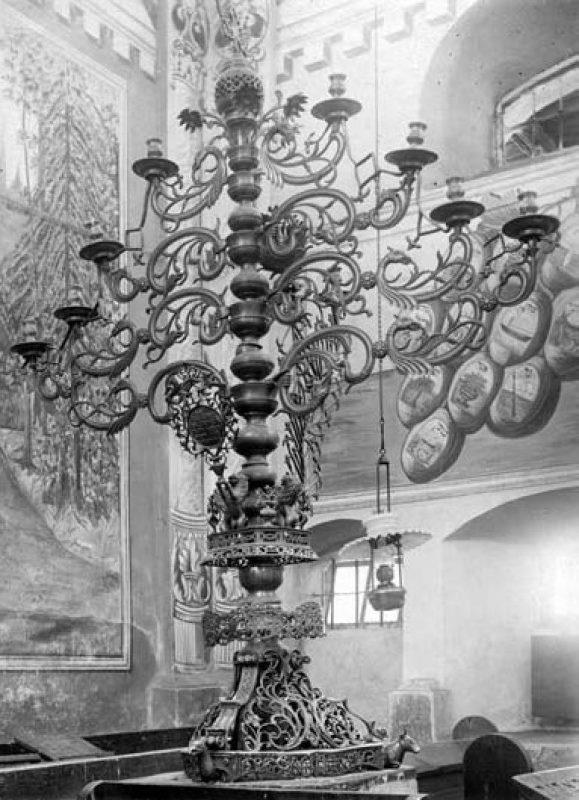